# Куинн, Дэниел
Дэниел Клэренс Куинн (англ. Daniel Clarence Quinn; 11 октября 1935 года, Омаха, Небраска — 17 февраля 2018 года, Хьюстон, Техас) — американский писатель. Критически относился к современной цивилизации с её культом материальных ценностей, в особенности в вопросах, связанных с экологией.

## Жизнь и творчество
Среднее образование получил в частной католической (иезуитской) школе. Затем обучался в университетах Сент-Луиса и Вены, а также в Университете Лойолы в Чикаго. В промежутках между учёбой некоторое время находился в общине траппистов в Кентукки, рассчитывая там принять постриг и стать монахом. Однако его духовный руководитель, Томас Мёртон, посчитал более важным для молодого человека вернуться в мир. После этого всего Дэниел Куинн отказался от католической религии и начал карьеру писателя-публициста. Начиная с 1975 года он работает как свободный писатель. Наиболее известным его произведением стал роман Измаил, после выхода которого в свет в 1991 году автор получает премию «Turner Tomorrow Fellowship Award», принесшую. ему 500 тысяч долларов. После вручения такой премии Д.Куинну она более не присуждалась в таком размере за единичное произведение. «Измаил» Куинна является первой частью его трилогии: ему последовали «История Б.» (Story of B.) и «Мой Измаил» (My Ishmael). Роман «Измаил» стал основой для кинофильма Инстинкт с Энтони Хопкинсом и Кубой Гудингом-младшим в главных ролях. Благодаря своему роману Куинн становится в 1990-е годы известным как борец за охрану окружающей среды и сторонником такого движения, как примитивизм. Он много путешествует, выступает с лекциями, посвящёнными его книгам, в разных странах.
В то время, как роман «Измаил» получил в целом позитивные отклики и рецензии, рад высказываний Куинна по современной проблематике вызывали острую критику. Так, он утверждал, что всплеск рождаемости в конце ХХ столетия спровоцирован резким увеличением продовольствию международными корпорациями, выпускающими продукты питания, и помощь продуктами слаборазвитым странам «третьего мира» не приводит к решению стоящих перед ними проблем, так как лишает местное население стимулов что-то менять к лучшему в своей жизни и быту. Разрыв же поставок продовольствия в эти регионы ведёт к возникновению голода и катастроф, так как иных средств к существованию люди там уже не имеют. Куинн утверждал, что замена продовольственной зависимости и восстановление и развитие сельского хозяйства в странах «третьего мира» должно в перспективе привести к самообеспечению жителей продуктами и восстановлению их привычных связей с природной средой. Выходом из кризиса, порождённого современной цивилизацией, писатель видел в возвращению человечества к «естественному», гармоничному с окружающим миром образу жизни. В 1997 году Д.Куинн совместно с экологом Этаном Д.Торнхиллом выпускает основанное на его работах видео длительностью в 2 часа и 40 минут под названием Производство продовольствия и рост населения (Food Production and Population Growth), в которой тематизирует и разъясняет их различные аспекты.
В 2010 году к имени Д.Куинна было привлечено внимание общественности в связи с трагическими событиями, вызванными с действиями некоего Джеймса Ли. Последний захватил в центральном офисе телеканала «Дисковери» (Discovery Channel) трёх заложников и угрожал им смертью в случае, если на канале не будет зачитан его «манифест» из 11 пунктов. Как выяснилось, этот манифест был основан на романе Д.Куинна «Мой Измаил». Автор вынужден был объяснить действия Дж. Ли как поведение сумасшедшего фанатика, разрушающего его идеи.
Романы Дэниела Куинна «Измаил» и «Мой Измаил» были переведены на более, чем 30 языков. Последние годы жизни писатель провёл в Техасе вместе со своей третьей женой Ренни.

## Сочинения (Избранное)
- 1988: Мечтатель (Dreamer)
- 1992: Измаил (Ishmael)
- 1996: История Б. (Story of B.)
- 1996: Провиденс. История 50-ти лет визуальной игры (Providence: The Story of a 50 Year Vision Quest) (автобиография)
- 1997: Мой Измаил (My Ishmael)
- 1999: Завещание анимиста (An Animist Testament) (аудиокнига)
- 2000: По ту сторону цивилизации (Beyond Civilization)
- 2001: После Дахау (After Dachau)
- 2002: Святой (The Holy)
- 2005: Рассказы Адама (Tales of Adam)
- 2006: Работа, работа, работа (Work, Work, Work)